# 林璎
林瓔（Maya Ying Lin，1959年10月5日—）生于俄亥俄州阿森斯，美籍华裔建筑师。

## 家庭
林璎出生于俄亥俄州阿森斯，籍貫福州，祖父林长民是中华民国初年的政治家，祖母程桂林为其祖父之妾，祖堂叔林覺民為黄花崗七十二烈士之一，於黃花崗起義中壯烈犧牲，祖父与其妻子所生的嫡姑母林徽因是中国著名建筑师，民国初年女子地位提升的代表人物，父亲林桓曾任俄亥俄大学美术学院院长，母亲曾任俄亥俄大学语文学教授，叔父林恒為中華民國空軍飛行員，於1941年在四川雙流攔截來犯的日軍零式戰鬥機時被擊墜壯烈殉國。哥哥林譚和母亲一样，是一位英文教授及诗人。

## 生平

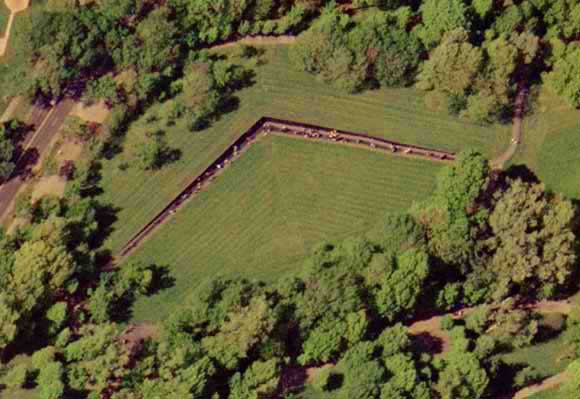
卫星拍摄的越战纪念碑

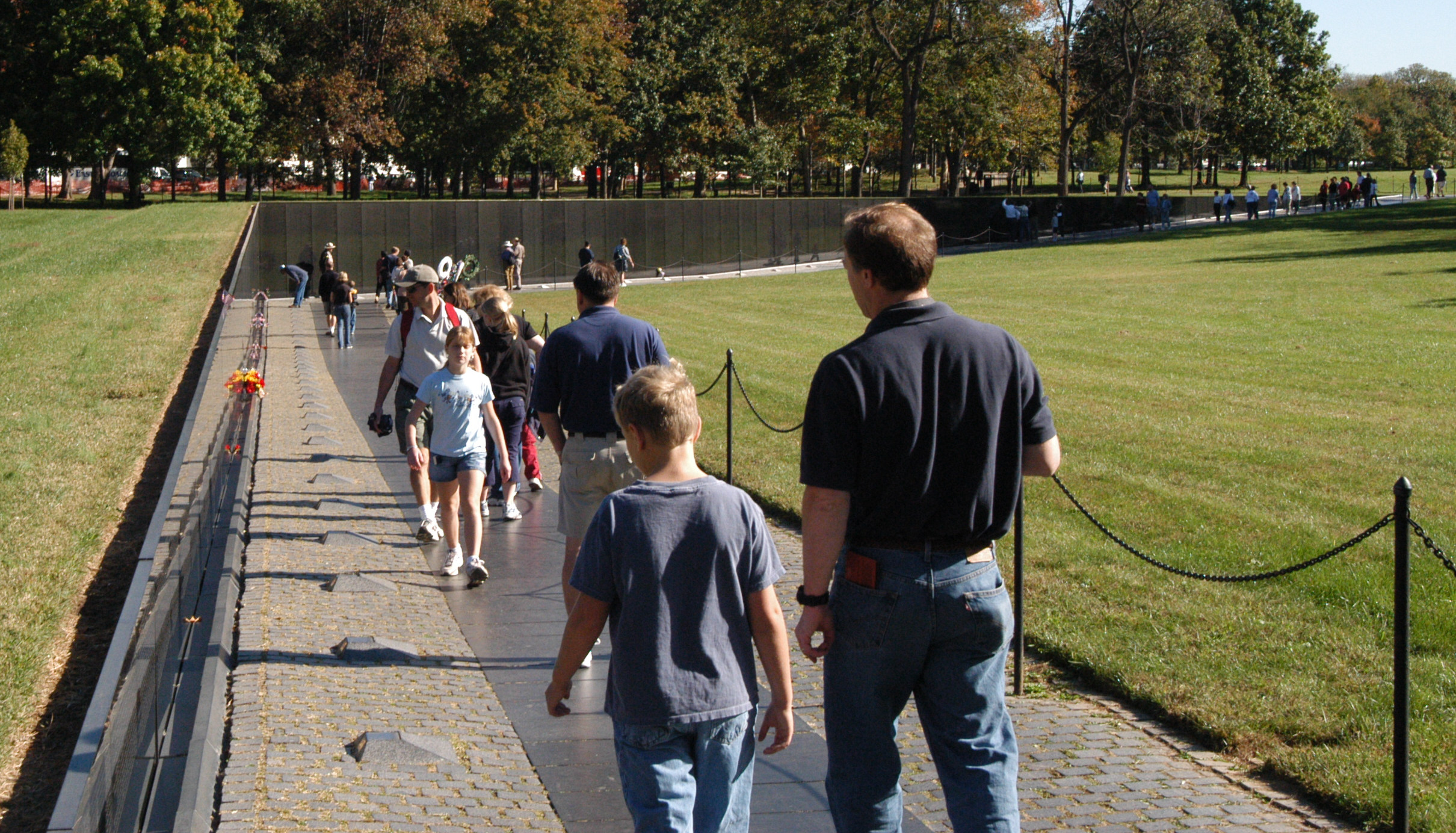
越战纪念碑近景

林璎大学就讀于耶鲁大学。在学时就利用假期到欧洲自费考察公墓，研究对死者悼念的形式。21岁时参加越战纪念碑设计竞赛，在众多设计师的1,421件作品中获得第一名。她的设计與傳統的紀念碑完全不同，由于她是华裔，加之获奖时年仅21岁，这些都成为了批评者的攻击点，她的设计受到种族主义分子和一些越战老兵的抵制，他们认为应该强化越战士兵的形象，因此美国美术委员会不得不重新组织评审团，但她的设计在第二次评审结果仍然获得第一名。委员会最后决定将她的设计和第三名的设计一起在华盛顿特区建造，但落成后，第三名的设计由于仅是三名越战士兵的塑像，无人问津，她设计的越战阵亡将士纪念碑成为当地的著名建筑，游人络绎不绝。她的设计如同大地开裂接纳死者，具有强烈的震撼力。以此和乔布斯成为亲密的朋友，并被受邀访问过苹果公司。

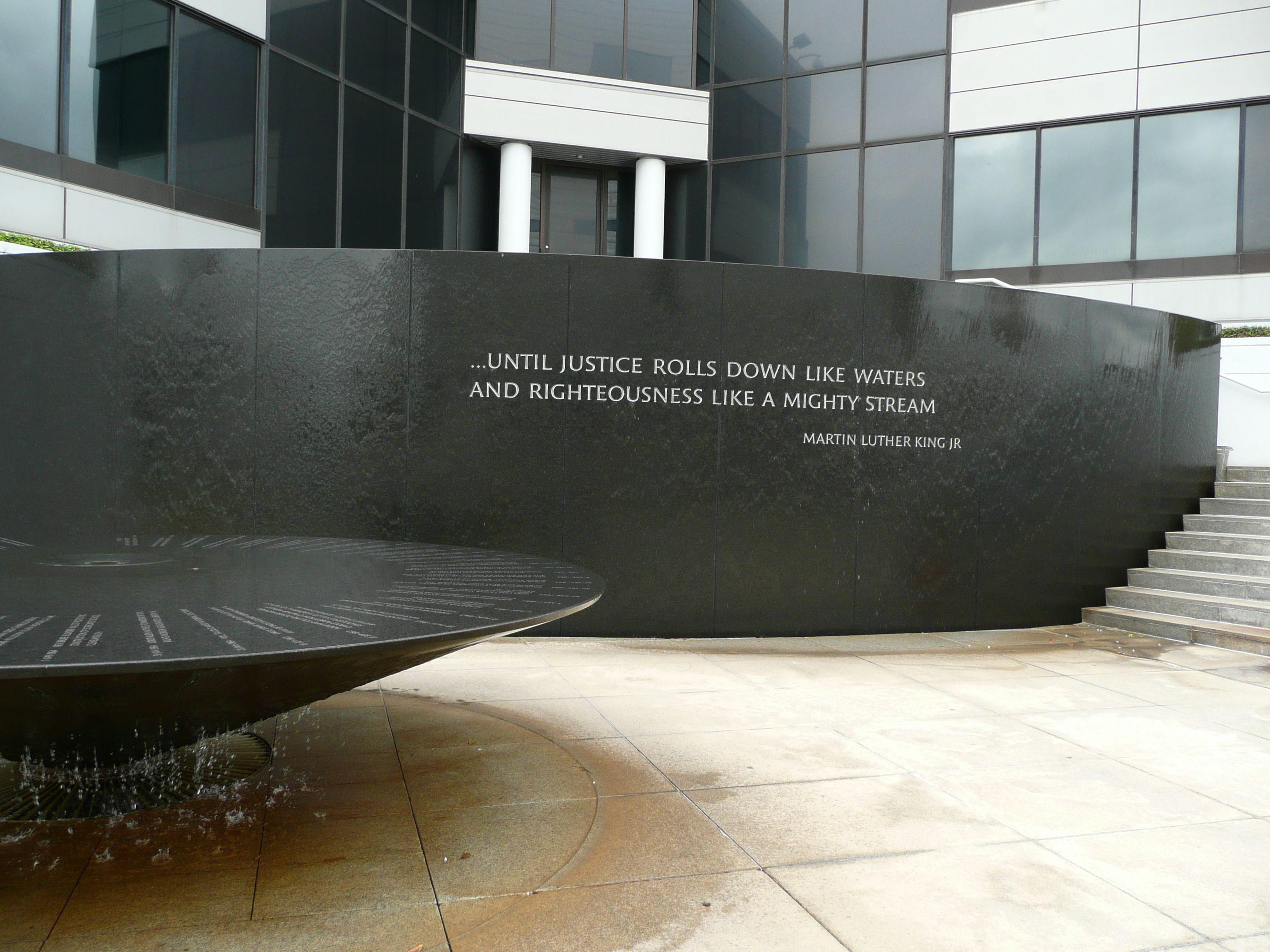
公民权利纪念碑

林璎接受南方贫穷法律救援中心的委託，在阿拉巴马州蒙哥麦里，马丁·路德·金发起民权运动的地方，设计公民权利纪念碑。纪念碑中泉水从一个倾斜的圆盘洒落，有如泪水洒落，有黑人妇女參觀時抚摩纪念碑也流下泪水，每年都有数千人前往參觀这个纪念碑。

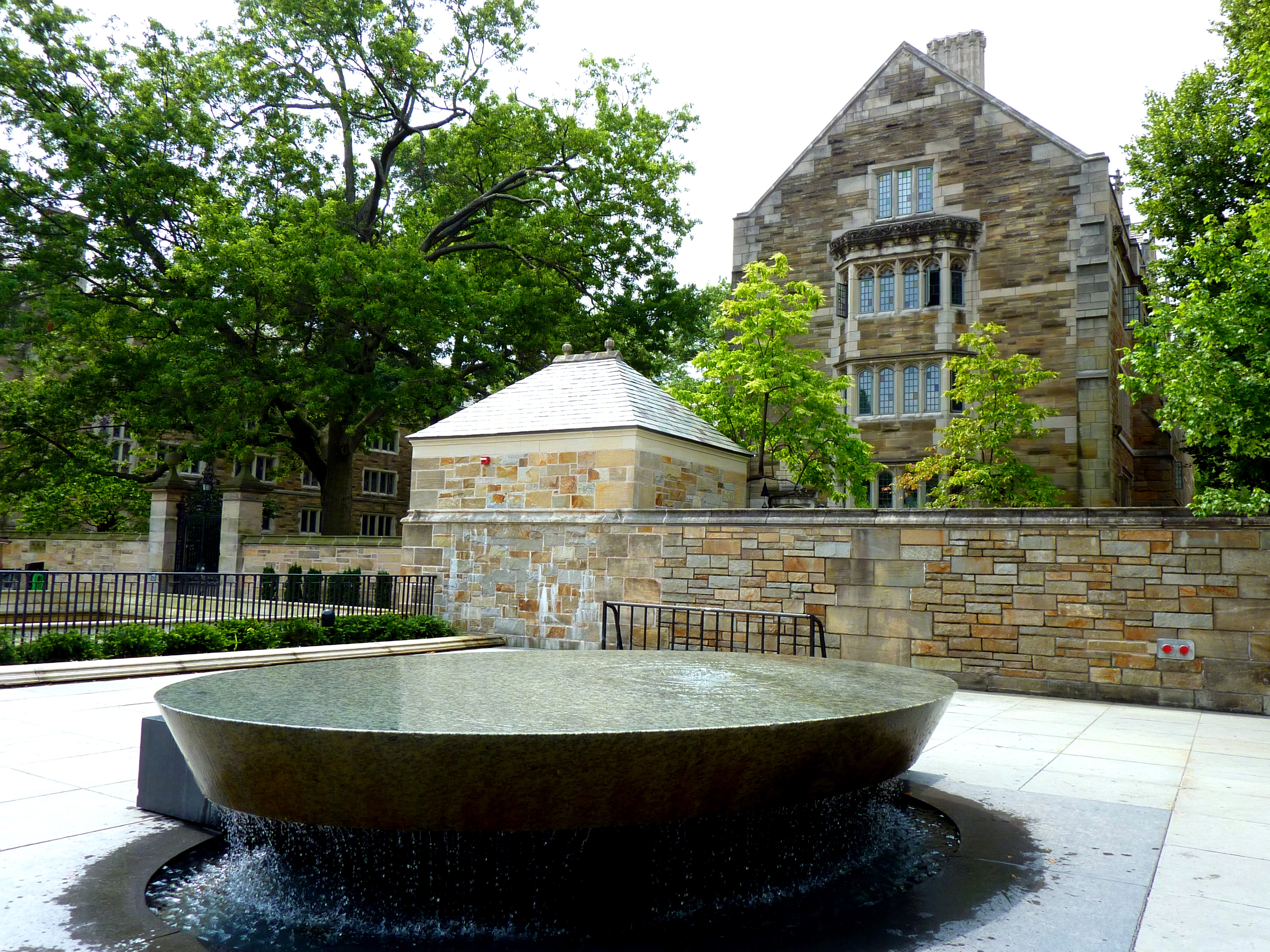
耶魯大學的女性桌子

1989年，耶魯大學為慶祝男女同校二十週年，委託林瓔設計一座紀念碑，以紀念曾在耶魯大學讀書的女生。她設計的女性桌子於1993年完工，桌面上刻著從1701年耶魯大學建校到1993年每年的女生註冊人數。
《强烈而清晰的景象》是一部以林璎生平為主題的紀錄片。該片獲得1994年奥斯卡最佳纪录片奖，並在PBS放映。

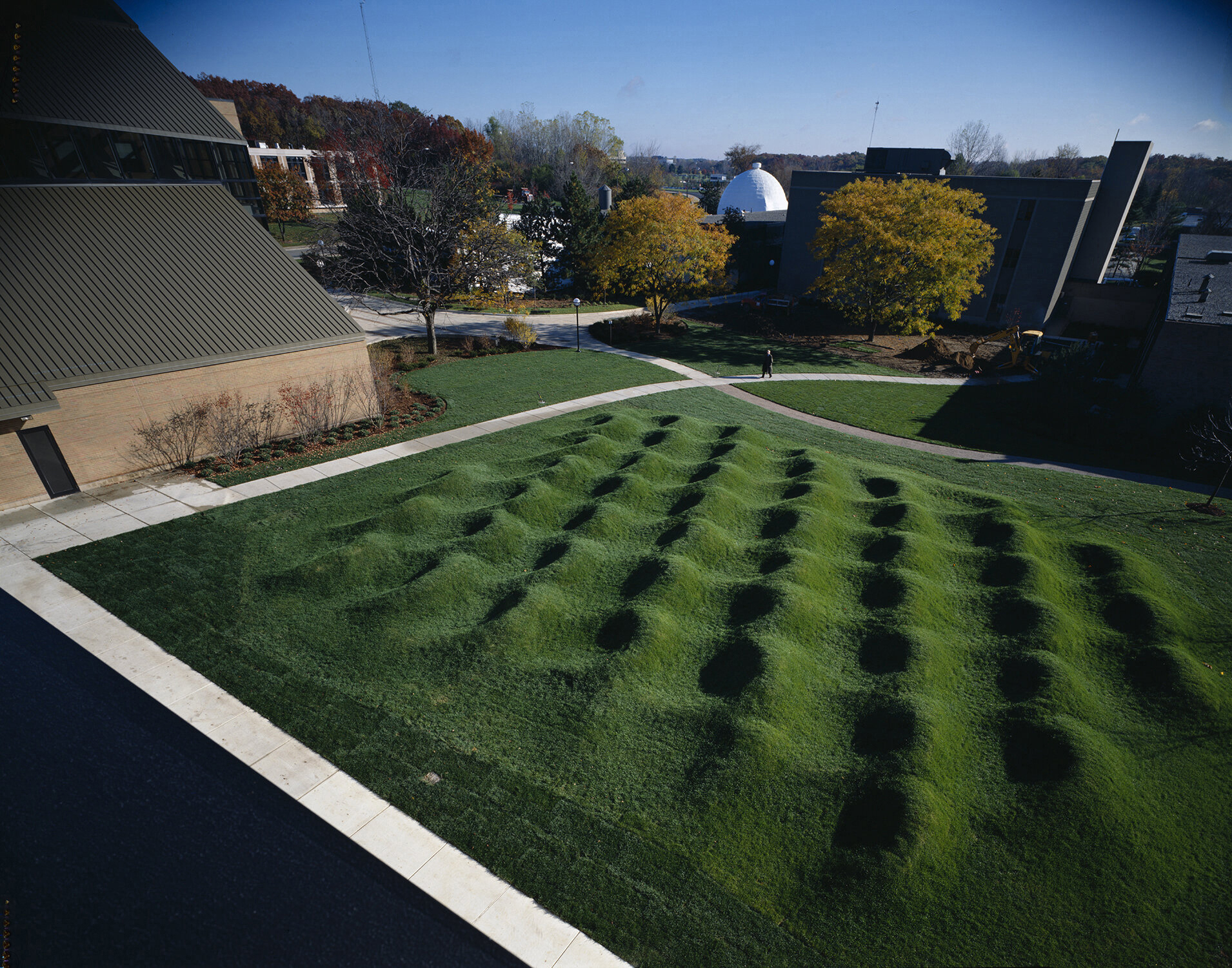
密西根大學的波浪場

1995年，林瓔為密西根大學建成波浪場。她設計的靈感來自以物理學家乔治·斯托克斯的名字命名的斯托克斯波。波浪場位於航空工程系大樓的南面，在10,000平方英尺的草地上，有五十個草浪分成八行。航天科學的進步使林瓔在看過海洋的衛星照片後確定了波浪的形式。場地也為學生聚會提供了一個好地方。
2002年，林璎當選為耶魯大學董事。她是董事會史上首位亞裔女性。
2003年，林璎擔任九一一國家紀念博物館设计競賽的評審委员。

## 奖项和荣誉
- 罗马奖（英语：Rome Prize）（1999年）
- 成就學院金盤獎（英语：Academy of Achievement）（2000年）
- 芬·尤尔（英语：Finn Juhl）奖（2003年）
- 美国艺术暨文学学会院士（2005年）
- 美国国家女性名人堂（2005年）
- 美国国家艺术奖章（2009年）
- 托馬斯·傑弗遜建築獎章（英语：Thomas Jefferson Medal in Architecture）（2011年）
- 桃樂絲和莉蓮·吉什獎（英语：The Dorothy and Lillian Gish Prize）（2014年）[13]
- 奥巴马授予总统自由勋章（2016年）